# Dumplings – Delikate Versuchung
Dumplings – Delikate Versuchung (Originaltitel: chinesisch 餃子 / 饺子, Pinyin jiǎozi, Jyutping Gaau1zi2, kantonesisch Gaudzi – „Jiaozi“, internationaler Titel: englisch Dumplings - Three... Extremes) ist ein Horror-Drama aus Hongkong aus dem Jahr 2004 von Regisseur Fruit Chan.

## Handlung
Frau Li ist eine ehemalige Fernsehserien-Schauspielerin mittleren Alters aus Hongkong und mit dem wohlhabenden Herrn Li verheiratet. Sie kann keine Kinder bekommen und ihr Mann hat selten Zeit für sie und betrügt sie mit jüngeren Frauen. Um wieder für ihren Mann jung und attraktiv zu sein, sucht sie eine Frau namens Mei auf, von der sie gehört hat, dass diese besondere Teigtaschen mit verjüngender Wirkung verkaufen soll. Es stellt sich heraus, dass die Fleischfüllung der Teigtaschen aus menschlichen Föten hergestellt wird, welche Mei bei einer befreundeten Krankenschwester in einer Abtreibungsklinik in Festlandchina besorgt.
Beim zweiten Besuch verlangt Frau Li von Mei „etwas Stärkeres“, das schneller wirkt. Mei erklärt ihr, dass Föten im fünften und sechsten Monat die beste Wirkung haben sollen und will versuchen, diese zu besorgen. Herr Li, der selber gerne angebrütete Eier isst, macht inzwischen eine Masseurin zu seiner Geliebten.
Mei hat früher selbst Abtreibungen durchgeführt und wird deshalb von dem Mädchen Kate und ihrer Mutter aufgesucht, die sie um eine Abtreibung bei der Minderjährigen bitten. Mei weigert sich und stellt klar, dass sie dies nicht mehr macht. Erst nachdem sie hört, dass die Familie zu arm ist, um sich eine legale Abtreibung leisten zu können und der Offenbarung, dass Kate von ihrem Vater vergewaltigt wurde, führt sie die Abtreibung durch. Der Fötus von Kate war im fünften Monat und wird nun für die Teigtaschen von Frau Li verwendet. Als sich Herr Li ein Bein gebrochen hat und deshalb nicht mehr auf Reisen gehen kann, entdeckt er wieder die Attraktivität seiner Frau.
Bei Frau Li stellen sich später Nebenwirkungen wie Schwindelgefühl, Hautausschlag und strenger Fischgeruch am ganzen Körper ein. Frau Li ruft bei Mei an, um nachzufragen, was sie da für einen Fötus bekommen hat. Als sie erfährt, dass es sich um ein Inzestkind handelte, ist sie verärgert, doch Mei erklärt, dass dies eben eine besonders starke Wirkung hätte. Zudem wäre es als Erstgeburt besonders nahrhaft und als männlicher Fötus besonders selten, da in China sonst nur Mädchen abgetrieben werden. Herr Li hat bei dem Telefonat heimlich zugehört und sucht später alleine Frau Mei auf, um selber die verjüngende Wirkung zu testen. Es kommt zum Sex zwischen den beiden und Herr Li erfährt, dass Mei, die von Frau Li auf Mitte 30 geschätzt wurde, tatsächlich schon 64 Jahre alt ist. Auf die Kontaktversuche von Frau Li reagiert Mei nun nicht mehr und weist auch ihre Schecks zurück. Bei einem Arztbesuch erkennt Frau Li die Masseurin ihres Mannes und erfährt, dass diese schwanger ist.
Bei Kate kam es auf dem Heimweg nach der Abtreibung zu starken Blutungen, die zu ihrem Tod führten. Kates Mutter sticht daraufhin mit einem Messer auf ihren Mann ein. In der Folge der Ermittlungen zu dieser Tat durchsucht die Polizei auch die Wohnung von Mei, die geflüchtet ist und später als Straßenverkäuferin zu sehen ist. Frau Li trifft sich mit der Geliebten ihres Mannes und erklärt ihr, dass ihr Mann zu ihr zurückgekehrt sei. Sie bietet der im fünften Monat Schwangeren viel Geld für eine Abtreibung und verspeist schließlich das Kind ihres untreuen Ehemanns für ihr eigenes jugendliches Aussehen.

## Hintergrund
- Die Erstaufführung fand am 4. August 2005 im Panorama der Berlinale 2005 statt.
- Der Film ist die Langfassung der rund 40-minütigen ersten Episode des Episodenfilms Three… Extremes. Neben unterschiedlichen Hintergrundinformationen zu den Figuren unterscheiden sich die beiden Filme auch grundsätzlich in der Handlung. Der Kurzfilm konzentriert sich auf Frau Li und ihren Jugendwahn und lässt Nebenhandlungen wie die Affäre zwischen Herrn Li und Mei aus.

## Kritiken
„Der verstörende und bitterböse, dabei überaus elegant, in Farbgebung und Kameraführung geradezu virtuos inszenierte Film treibt ein makabres Spiel mit Mythen und Vorstellungen. Dabei thematisiert er durchaus ernsthaft die trügerische Hoffnung auf ewige Jugend sowie die kulturellen und sozialen Gegensätze im heutigen China.“

„Regisseur Fruit Chan ist ein verstörender, mit schwarzem Humor getränkter Horrorfilm gelungen, der seine Wirkung gerade aus der Vermeidung gängiger Genre-Klischees gewinnt. Das Grauen wird hier in Bildern von großer Eleganz und Schönheit serviert. […] Auch akustisch hebt sich der Film von genretypischen Gepflogenheiten ab. Chan verzichtet auf einen durchgehenden, mit Schreckenseffekten durchsetzten Soundtrack zugunsten von vielen stillen Passagen, vor denen sich der gezielte Einsatz von akustischen Elementen umso stärker abhebt.“

„Nun wäre es sicher ein Leichtes, "Dumplings" als sarkastische Abrechnung mit Schönheitswahn und als mutige Kritik an der Ein-Kind-Politik in der Volksrepublik China zu verteidigen. […] Doch dieser Film ist mehr als ein moralischer Wink: Fruit Chan zeigt in "Dumplings" auch seine Stadt Hongkong von einer ungewohnten Seite - so, als sei sie im Untergang begriffen. […] Und trotzdem: Stärker als diese Analyse des Zusammenpralls zweier Welten in diesem Film ist das bewährte Interesse Fruit Chans an konkreter Körperlichkeit. […] Auch "Dumplings" ist dann am eindruckvollsten, wenn man beim Anblick der schlürfenden Neureichen vom puren Ekel überwältigt wird - wenn man seinen mitgebrachten Schokoriegel wegpacken muss und keine Kraft bleibt, dies irgendwie zu deuten.“